# 阿斯特赖俄斯

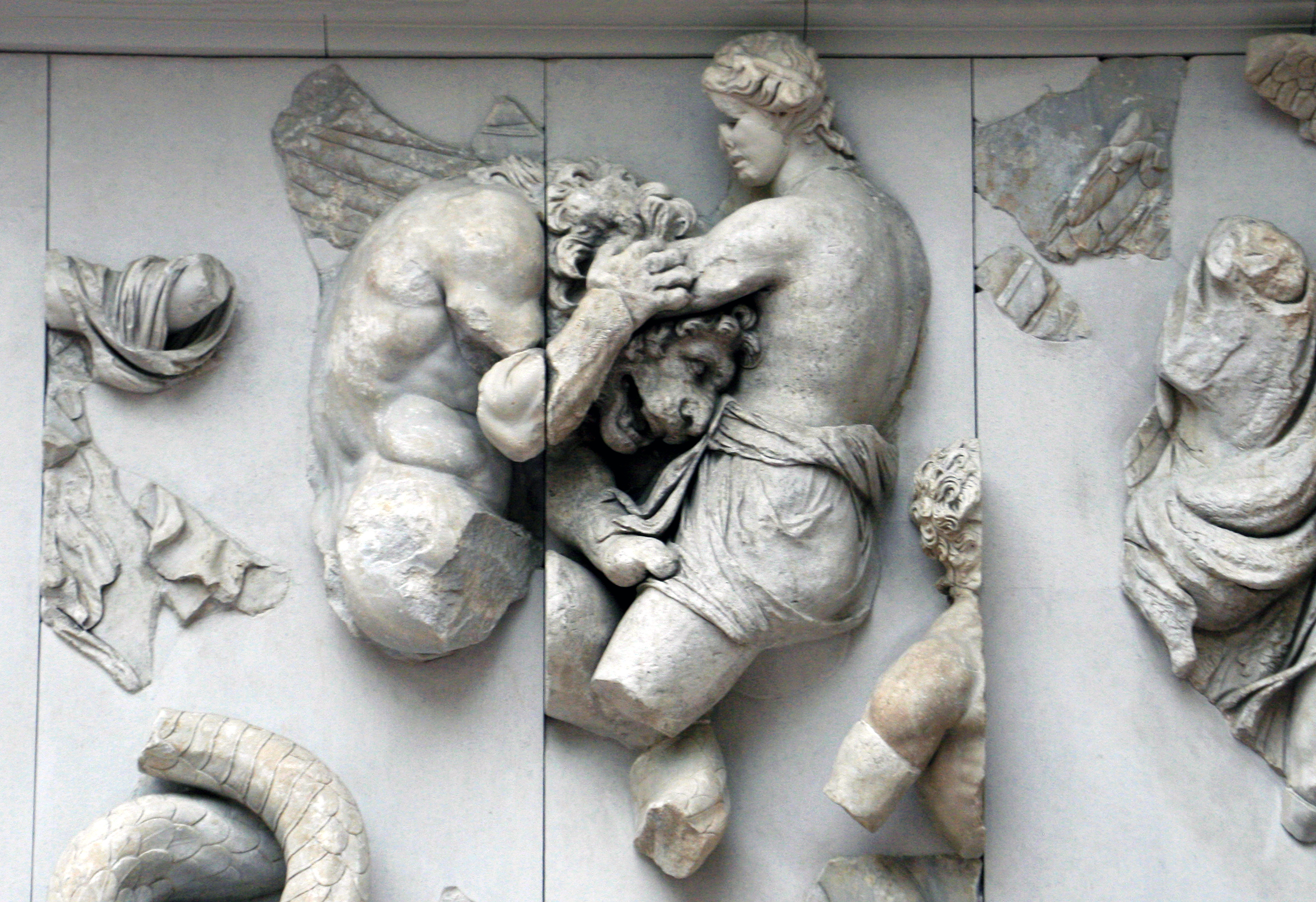
佩加蒙博物館（柏林）

阿斯特莱欧斯（古希腊语：Ἀστράιος，字面意思为“星辰升起”）是希腊神话中的一个提坦。
根据赫西俄德的《神谱》，阿斯特莱欧斯是提坦神克利俄斯与欧律比亚的儿子，帕拉斯和珀耳塞斯的兄弟。伪阿波罗多洛斯的说法与赫西俄德一致。但是，许癸努斯提供了另外一种谱系；他说阿斯特莱欧斯并非提坦，而是一个癸干忒斯，係由该亚与塔耳塔罗斯所生。
阿斯特莱欧斯的名字表明他是一个与天体有关的神。他曾经参加过提坦神族反对宙斯的战争（所谓神祇-提坦战争）。
阿斯特莱欧斯的配偶是黎明女神艾奥斯。他们生育了许多黑夜中的行星，包括：法厄同（土星），皮罗厄斯（火星），福斯福耳与赫斯珀洛斯（金星），以及斯堤耳班（水星）。希腊神话中的四位风神（艾乌洛斯、波雷阿斯、兹德弗洛斯和诺托斯）也是阿斯特赖俄斯与艾奥斯所生。

## 资料来源
- 《世界神话辞典》，辽宁人民出版社，ISBN 7-205-00960-X